# Ordinea operațiilor
În matematică și în programare, ordinea operațiilor reprezintă succesiunea stabilită prin convenții a efectuării operațiilor în cadrul unei expresii matematice.
Ordinea operațiilor este:
- operațiile dintre paranteze. Există două cazuri:
  - dacă există paranteze rotunde, pătrate și acolade, se execută întâi operațiile dintre parantezele rotunde, apoi cele dintre parantezele pătrate și apoi cele dintre acolade.
Exemplu: (4+10/2)/9=[4+(10/2)]/9=[4+(5)]/9=9/9=1
  - dacă există doar paranteze rotunde, se execută operațiile dintre parantezele cele mai interne și apoi, in ordine, cele externe.
Exemplu: (4+10/2)/9=(4+(10/2))/9=(4+(5))/9=9/9=1
- operațiile cu un singur operator. Exemplu: n!
- ridicarea la putere și extragerea radicalului. În cazul puterilor compuse, calculul se face de sus în jos.
Exemplu: 232=29=512
- înmulțirea și împărțirea în ordinea scrisă de la stânga la dreapta;
- adunarea și scăderea în ordinea scrisă de la stânga la dreapta;

Exemple:

6/[2*(1+2)]=6/[2*3]=6/6=1

6/2*(1+2)=6/2*3=3*3=9